# Economía e Industria de Jamshedpur
Jamshedpur es el mayor conglomerado urbano en el estado de Jharkhand y es también el más industrializado. Esta ciudad sirve como punto de referencias para otras ciudades del país, ya que las mayores empresas tienen una sede aquí
Hoy Jámshedpur tiene una gran variedad de productos como el acero, vehículos, cemento, energía, equipos de construcción, equipos industriales, motores.
(Nota: La presencia o ausencia de alguna empresa en la siguiente lista, NO denota importancia).

Tata Steel : Es la mayor planta productora de hierro y acero en la India, así como de las más antigua. También fue la primera empresa privada de acero de la India. Se encuentra casi en el centro de la ciudad y ocupa aproximadamente 1/5 del área de la ciudad.
Fue establecida por un empresario indio Jamsetji Nusserwanji Tata en 1907 (que murió en 1904, antes de que el proyecto se completara). Tata Steel es la primera empresa en introducir una jornada de 8 horas, tan pronto como en 1912 cuando sólo un día de trabajo de 12 horas era el requisito legal. Tata Steel, nunca se han parado a causa de una huelga laboral y se trata de un récord envidiable.
La planta de Jámshedpur es considerada como una de las mejores no sólo en India sino del mundo entero y ha ganado numerosos premios.
La capacidad actual de la planta de Jámshedpur es de 6,8 MT (millones de toneladas) y que va a ser ascendida a 10 millones de toneladas diciembre de 2011.En la actualidad la planta de Jámshedpur tiene 8 hornos con 16.500 empleados. 

Tata Motors : Es la segunda mayor industria-fábrica de Jámshedpur.Tata Motors fue fundada en 1945. Se extiende sobre un área de (3,33 km²) en el lado este de la ciudad. Se fabrican vehículos comerciales pesados con todos sus componentes. esta empresa tiene un hospital privado para su empleados y a la gente en común.
La planta es la mayor de su tipo en la India y puede producir cerca de 450 vehículos al día. 
Tata Power: Es una central de carbón. Es principalmente para las necesidades de Jámshedpur y sus regiones vecinas. Tiene una capacidad de 550 MW y cuenta con cuatro unidades. 
Cementos Lafarge: Conocida antes como Tata Cementos, pero fue crecida por el gigante francés Lafarge en 1998. La planta cuenta con instalaciones de molienda de cemento. La planta tiene una capacidad de 3.4 millones de toneladas anuales de cemento.
BOC Gases: Es sinónimo de British Oxygen Company. Fue construida en 1998 y es una de los más grandes de Asia (plantas de separación de aire) con una capacidad diaria de 1250 toneladas. Sus productos incluyen todo tipo de Industrias de Proceso de gases como el oxígeno líquido, nitrógeno, argón, etc La planta principalmente abastece a las necesidades de Tata Steel.
Telcon: Es una empresa filial de Tata Motors , que posee el 60% de share, y Hitachi Construction Machinery Co. Ltd. , Japón sostiene el saldo del 40%. La compañía comenzó la fabricación de equipos de construcción en 1961, como una división de telecomunicaciones. En 1984, entró en una colaboración técnica con HCM , el Japón para la fabricación de estado del arte de excavadoras hidráulicas. La instalación en Jámshedpur se extiende sobre 30 acres de tierra y comenzó a funcionar en 1961. 
ISWP : fabrica productos como las barras de alambre, de hierro fundido y de acero . Después de estar cerrada por casi 6 años, la compañía llegó a un acuerdo con Tata Steel el 20 de diciembre de 2003. Se cerró en 1998 después de las pérdidas acumuladas de varios millones de rupias. Posteriormente fue remitido a la Junta para la Reconstrucción Industrial y Financiero o BFIR. En el momento de la adquisición, la empresa había sufrido pérdidas por valor de 78 millones de rupias.